# Reglare alosterică
Reglarea alosterică este un termen din biochimie, care reprezintă mecanismul de reglare a unei enzime (sau a unei alte proteine) prin intermediul legării unei molecule efector la situsul alosteric al proteinei respective (adică la un situs diferit de situsul de activare al proteinei). Moleculele care stimulează activitatea proteinei se numesc activatori alosterici, iar moleculele care inhibă activitatea proteinei se numesc inhibitori alosterici. Termenul alosterie vine din cuvintele grecești "allos" (altul/alta) și "stereos" (solid (un obiect)), sugerând astfel faptul că regiunea reglatoare a unei proteine alosterice este diferită de regiunea activatoare.